# بيرسي دين (موظف مدني)
بيرسي دين (بالإنجليزية: Percy Deane)‏ هو موظف مدني أسترالي، ولد في 10 أغسطس 1890 في Port Melbourne ‏ في أستراليا، وتوفي في 17 أغسطس 1946 في كولفيلد ‏ في أستراليا بسبب سرطان.